# 発掘!あるある大事典
『発掘!あるある大事典』（はっくつ!あるあるだいじてん、通称：あるある）は、1996年（平成8年）10月27日から2004年（平成16年）3月28日まで毎週日曜日の21:00 - 21:54（JST）にフジテレビ系列で放送されていたテレビ番組である。
その後も2004年（平成16年）4月4日から2007年（平成19年）1月14日まで『発掘!あるある大事典II』（はっくつ!あるあるだいじてんツー）と題して放送されていた。
いずれも関西テレビと日本テレワークの共同製作。全520回（379回＋141回）。

## 概要
『花王ファミリースペシャル』の後番組としてスタート。暮らしにまつわる生活情報の提供を行い、特に健康・からだ・食に関するテーマが多かったが、内容にデータ捏造があることが判明して番組が打ち切りとなった。
花王の一社提供番組であり、番組中に5分30秒間の同社CM枠を設けていた。『II』への改題以降、番組宣伝CMなどで流れるテーマ曲はPOLYSICSの「ドモアリガトミスターロボット」が使用されていた。次週予告のBGMは、東京スカパラダイスオーケストラの「STARLIGHT EXPRESS」。
2006年4月からはワンセグでの番組連動データ放送を行い、視聴者が世論調査に参加できるようにしていた。
2007年1月の番組終了時には、同社提供番組共通のテロップが入る唯一の番組となっていた。読み上げは、オープニングでは「清潔で美しく健やかな毎日をめざす、花王の提供でお送りします」、エンディングでは「清潔で美しく健やかに、花王の提供でお送りしました」であった。ヒッチハイク（番組終了後に流れるCM）は太田胃散、明治製菓、三井住友銀行が務めた。

平均視聴率は、改題前は14.8%で『II』への改題以降は15.1%であった。関西テレビの看板番組として人気を集めたが、後述するデータ捏造の発覚により急遽打ち切りが決定した。この問題はテレビ局の放送倫理に関わる件として大きな社会問題となり、関西テレビの体制にも変革をもたらした。この捏造問題は科学誌『ネイチャー』にも取り上げられ、世界中で話題になった。
その後、日曜日21時台はフジテレビ制作枠となっていたが、2025年4月からフジテレビ・関西テレビ共同制作の報道番組『Mr.サンデー』が1時間繰り上げ拡大するため、共同制作という形ではあるものの、関西テレビ枠が18年ぶりに復活する事になった。

### 指摘された問題点
番組内容の信憑性については疑問を呈する意見が少なくない。以前放送した内容を、その後に放送した番組内では事実上否定していることもたびたびある。
番組打ち切り前の2006年5月25日に出版された鷺一雄の著書『また「あるある」にダマされた。』（三才ブックス、ISBN 4-86199-042-4）では「問題番組」と指摘されていた。
特に実験内容については専門家が見ると明らかにおかしな実験方法があった。例えば、2005年6月12日放映「寒天で本当にヤせるのか!? 徹底検証」の回は「15人の被験者が2週間毎食前に150gの寒天を食べることによって痩身効果を得た」とするものであったが、その食材以外の食事内容はばらばらで生活条件は明示されず、実験を行う際の大前提である「同じ条件下のもとで」実験が行われていないため、番組内で行った実験は全くの無意味であったことが指摘されている。そのような科学的には無意味な実験も「血液型」「ダイエット」などの回で多用されている。また、明らかに被験者の数が少なく対照実験（似たようなものを用いて比較し有効性を確かめる実験）も行われたか定かではなく、多くの場合は個人差レベルであることも指摘されている。また「〜であると考えられる」程度の所見を断定口調で説明したりすることも多い。そのような指摘を受け、番組内でも「実験はあくまでも参考であり、実際の効果を示すものではありません」という注意書きが入る場合もあった。
ダイエットや健康などを内容とする放送で取り上げられる食品についても、過剰摂取などにより逆に健康を損なう可能性のあるものも存在する。「にがりダイエット」を取り上げた2004年5月30日放映「にがりで本当にヤセるのか!?」の回では、番組を見て実際に試した視聴者が下痢などの症状を訴えることが相次いだため、後に厚生労働省から警告が出された。
豆腐の凝固剤などとして使われる「にがり」はマグネシウムを多量に含み、過剰摂取により下痢（水酸化マグネシウムは「ミルマグ」などの商品名で下剤として使用されている）などを起こすほか、高マグネシウム血症を起こすことがあり生命にかかわる場合もある。実際に2004年3月に神奈川県の知的障害者入居施設で、職員が女性入所者に誤ってにがりの原液400mlを飲ませたところ血管が詰まって危篤状態となり、翌4月に死亡する事件が起きている。
2004年10月31日放映「顔ヤセの科学」の回では、被験者の告発を元に『アサヒ芸能』が「実験日数の虚偽」、番組では放送されていない「矯正器具の使用」、映像編集による「顔画像の修正」などがあったと報道した。同誌の記事に対し、関西テレビ側は一部の内容について認めたものの「番組に問題はない」としていた。
また、番組内で取り上げられた商品が店頭で品切れが続出するという現象も多数起きている。2007年（平成19年）1月7日放送「納豆ダイエット」の回では番組の反響が非常に大きく、全国のスーパーで納豆が売り切れたり品薄となり、納豆メーカーには通常より大量に納豆の発注がされ増産態勢に追われ、新聞にお詫び広告を掲載するという異常事態に至った。これはフードファディズムの顕著な例でもあった。この「納豆ダイエット」の放映に際しては、PJニュースが大手スーパーと中小スーパー、零細商店での納豆の流通量の差を問題視し、事前に放映内容が流通サイドへ伝わっていたことを記事で明らかにした。
さらにこの「納豆ダイエット」の回ではデータ捏造が発覚したため、同月14日の放送をもって番組が打ち切りとなり、関西テレビの日本民間放送連盟（民放連）除名処分にまで発展した（#データ捏造問題を参照）。番組の反響でスーパーマーケットから大量に発注された納豆メーカーは、当番組の捏造報道により発注が突然キャンセルされ、全国の納豆生産量の5割を占める茨城県では食品の廃棄処分が出る事態となった。

## 出演者
| 期間       | 期間      | メイン司会      | メイン司会 | アシスタント |
| 期間       | 期間      | 男性            | 女性       | アシスタント |
| ---------- | --------- | --------------- | ---------- | ------------ |
| 1996.10.27 | 1998.8.30 | 堺正章 ヒロミ   | （不在）   | 菊間千乃     |
| 1998.9.6   | 1999.1.17 | 堺正章 ヒロミ   | （不在）   | 島田彩夏     |
| 1999.1.24  | 2004.3.28 | 堺正章 ヒロミ   | （不在）   | 菊間千乃     |
| 2004.4.4   | 2005.6.26 | 堺正章 志村けん | 柴田理恵   | 梅津弥英子   |
| 2005.7.3   | 2007.1.14 | 堺正章 志村けん | 柴田理恵   | 政井マヤ     |

堺・ヒロミはアシスタントと共に番組進行。志村・柴田は司会というよりレギュラーゲスト的扱いで、健康法などを体験したりする。
制作担当は関西テレビだが、東京のスタジオで番組が収録されるため、アシスタントは全てフジテレビの女性アナウンサーが担当していた。

## I と II の相違点
- オープニングの画面アニメーションが異なる。
  - Iでは、事典が鳥のように街の空を羽ばたき、家の窓から入った後に机に着地し、事典の表紙に「発掘!あるある大事典」というタイトルが表示される。
  - IIでは、石板に「発掘!あるある大事典II」と彫られて金色に輝き、その下はガチャポンの機械になっており、ホッパーからカプセルが現れて飛び出す。
- スタジオで観客として参加していた女性限定の「あるある会員」は、IIになってから廃止された。
- 収録は原則として、東京メディアシティ内のレモンスタジオで行われていたが、IIでは扇町本社にて収録された回があった（スタッフロールに「レモンスタジオ」の表記が無い回が該当）[8]。
- Iの途中から、視聴者から寄せられた質問を紹介するサザエさんに少し似た女性のCGキャラ「ある子さん」（声・葛城七穂）が登場したが、IIでは廃止された。

## 主なコーナー
以下は「II」のみのコーナー。
- 世界あるある最新報告

世界各地で話題の健康情報を現地人の特派員が「健康にいい食べ物」を当てさせる三択クイズを出題。スタジオ出演者がトークを繰り広げながら回答する。特派員は必ず「堺さん、志村さん」と呼びかけ、クイズの解答VTRで素材に関するダジャレを披露するのが定例。
- あるある話

テーマに準じた夫婦寸劇を志村・柴田が演じるショートコント。テーマがコントにしにくい場合などは割愛される。
- 志村けんプロジェクト

日本各地の健康食を発掘し紹介する。料理を披露した素人が素材の魅力を紹介する「川柳」が恒例となっている。スタジオで試食も行う。志村は通常は最後に格言（「健康のおことば」）を紹介するのみであるが、時折ロケにも参加する（柴田が参加した企画もある）。
食品を探す場合、インターネットなどで検索をし、関係する自治体などにて製造元などを紹介して貰っている。

## 各回タイトル

### 発掘!あるある大事典
| 放送回  | 放送日          | テーマ                   | 備考                                             |
| ------- | --------------- | ------------------------ | ------------------------------------------------ |
| 第1回   | 1996年 10月27日 | ごはん                   |                                                  |
| 第2回   | 11月3日         | たまご                   |                                                  |
| 第3回   | 11月10日        | 鮪                       |                                                  |
| 第4回   | 11月17日        | ペット                   |                                                  |
| 第5回   | 11月24日        | パン                     |                                                  |
| 第6回   | 12月1日         | 肩こり                   |                                                  |
| 第7回   | 12月8日         | カニ                     |                                                  |
| 第8回   | 12月15日        | お弁当                   |                                                  |
| 第9回   | 12月22日        | ケーキ                   |                                                  |
| 第10回  | 12月29日        | すき焼き                 |                                                  |
| 第11回  | 1997年 1月12日  | イカ                     |                                                  |
| 第12回  | 1月19日         | お風呂                   |                                                  |
| 第13回  | 1月26日         | ラーメン                 |                                                  |
| 第14回  | 2月2日          | 大根                     |                                                  |
| 第15回  | 2月9日          | マヨネーズ               |                                                  |
| 第16回  | 2月16日         | 鶏肉                     |                                                  |
| 第17回  | 2月23日         | 味噌                     |                                                  |
| 第18回  | 3月2日          | パスタ                   |                                                  |
| 第19回  | 3月9日          | 歯                       |                                                  |
| 第20回  | 3月16日         | カレー                   |                                                  |
| 第21回  | 3月23日         | 睡眠                     |                                                  |
| 第22回  | 4月6日          | 寿司                     |                                                  |
| 第23回  | 4月13日         | お金                     |                                                  |
| 第24回  | 4月20日         | 太る                     |                                                  |
| 第25回  | 4月27日         | 餃子                     |                                                  |
| 第26回  | 5月4日          | 歩く                     |                                                  |
| 第27回  | 5月11日         | 牛乳                     |                                                  |
| 第28回  | 5月18日         | 豆腐                     |                                                  |
| 第29回  | 5月25日         | 花                       |                                                  |
| 第30回  | 6月1日          | カラオケ                 |                                                  |
| 第31回  | 6月8日          | ニンニク                 |                                                  |
| 第32回  | 6月15日         | 血液型                   |                                                  |
| 第33回  | 6月22日         | 写真                     |                                                  |
| 第34回  | 6月29日         | お茶                     |                                                  |
| 第35回  | 7月6日          | 緑黄色野菜               |                                                  |
| 第36回  | 7月13日         | 夏バテ                   |                                                  |
| 第37回  | 7月20日         | お酒                     |                                                  |
| 第38回  | 7月27日         | ドライブ                 |                                                  |
| 第39回  | 8月3日          | 水                       |                                                  |
| 第40回  | 8月10日         | 物忘れ                   |                                                  |
| 第41回  | 8月17日         | 果物                     |                                                  |
| 第42回  | 8月24日         | 天ぷら                   |                                                  |
| 第43回  | 8月31日         | 朝食                     |                                                  |
| 第44回  | 9月7日          | カロリー                 |                                                  |
| 第45回  | 9月14日         | 青魚                     |                                                  |
| 第46回  | 9月21日         | 運動不足                 |                                                  |
| 第47回  | 9月28日         | 温泉                     |                                                  |
| 第48回  | 10月5日         | 健康SP                   |                                                  |
| 第49回  | 10月12日        | ストレス                 |                                                  |
| 第50回  | 10月19日        | 眼                       |                                                  |
| 第51回  | 10月26日        | ハーブ                   |                                                  |
| 第52回  | 11月2日         | 結婚式                   |                                                  |
| 第53回  | 11月9日         | キノコ                   |                                                  |
| 第54回  | 11月16日        | ウソ                     | 20:00 - 20:54に繰り上げて放送。                  |
| 第55回  | 11月23日        | 鍋                       |                                                  |
| 第56回  | 11月30日        | 風邪                     |                                                  |
| 第57回  | 12月7日         | 塩                       |                                                  |
| 第58回  | 12月14日        | 髪                       |                                                  |
| 第59回  | 12月21日        | ワイン                   |                                                  |
| 第60回  | 12月28日        | 胃                       |                                                  |
| 第61回  | 1998年 1月4日   | 健康SP                   |                                                  |
| 第62回  | 1月11日         | 集中力                   |                                                  |
| 第63回  | 1月18日         | 叱る                     |                                                  |
| 第64回  | 1月25日         | 腰痛                     |                                                  |
| 第65回  | 2月1日          | うどん                   |                                                  |
| 第66回  | 2月8日          | 父親                     |                                                  |
| 第67回  | 2月15日         | 胡麻                     |                                                  |
| 第68回  | 2月22日         | アレルギー               |                                                  |
| 第69回  | 3月1日          | 糖分                     |                                                  |
| 第70回  | 3月8日          | 肝臓                     |                                                  |
| 第71回  | 3月15日         | チーズ                   |                                                  |
| 第72回  | 3月22日         | 携帯電話                 |                                                  |
| 第73回  | 3月29日         | トマト                   |                                                  |
| 第74回  | 4月5日          | 老化・健康SP             |                                                  |
| 第75回  | 4月12日         | 住居                     |                                                  |
| 第76回  | 4月19日         | 酢                       |                                                  |
| 第77回  | 4月26日         | 貝                       |                                                  |
| 第78回  | 5月3日          | 笑う                     |                                                  |
| 第79回  | 5月10日         | 豆                       |                                                  |
| 第80回  | 5月17日         | 蕎麦                     |                                                  |
| 第81回  | 5月24日         | コーヒー                 |                                                  |
| 第82回  | 5月31日         | 筋肉                     |                                                  |
| 第83回  | 6月7日          | 自律神経                 |                                                  |
| 第84回  | 6月14日         | 食中毒                   |                                                  |
| 第85回  | 6月21日         | 出産                     |                                                  |
| 第86回  | 6月28日         | 海藻                     |                                                  |
| 第87回  | 7月5日          | 肌                       |                                                  |
| 第88回  | 7月19日         | 唐辛子                   |                                                  |
| 第89回  | 7月26日         | 焼き肉                   |                                                  |
| 第90回  | 8月2日          | 汗                       |                                                  |
| 第91回  | 8月9日          | 聴く                     |                                                  |
| 第92回  | 8月16日         | ビール                   |                                                  |
| 第93回  | 8月23日         | 下着                     |                                                  |
| 第94回  | 8月30日         | ツボ                     |                                                  |
| 第95回  | 9月6日          | 豚肉                     |                                                  |
| 第96回  | 9月13日         | 油                       |                                                  |
| 第97回  | 9月20日         | キャベツ                 |                                                  |
| 第98回  | 9月27日         | 家 Part2                 |                                                  |
| 第99回  | 10月4日         | 頭痛                     |                                                  |
| 第100回 | 10月11日        | ビタミン・健康SP         |                                                  |
| 第101回 | 10月18日        | おにぎり                 |                                                  |
| 第102回 | 10月25日        | 快眠                     |                                                  |
| 第103回 | 11月1日         | サツマイモ               |                                                  |
| 第104回 | 11月8日         | 牡蛎                     |                                                  |
| 第105回 | 11月15日        | 免疫力                   |                                                  |
| 第106回 | 11月22日        | 腎臓                     |                                                  |
| 第107回 | 11月29日        | インターネット           |                                                  |
| 第108回 | 12月6日         | みかん                   |                                                  |
| 第109回 | 12月13日        | ほこり                   |                                                  |
| 第110回 | 12月20日        | 有酸素運動               |                                                  |
| 第111回 | 12月27日        | 健康SP #5                |                                                  |
| 第112回 | 1999年 1月3日   | お正月ホームページSP     | 12:00 - 12:55に繰り上げて放送。                  |
| 第113回 | 1月10日         | ネギ                     |                                                  |
| 第114回 | 1月17日         | 漬物                     |                                                  |
| 第115回 | 1月24日         | ポリフェノール           |                                                  |
| 第116回 | 1月31日         | 電子レンジ               |                                                  |
| 第117回 | 2月7日          | ほめる                   |                                                  |
| 第118回 | 2月14日         | 整理整頓                 |                                                  |
| 第119回 | 2月21日         | ヨーグルト               |                                                  |
| 第120回 | 2月28日         | お好み焼き               |                                                  |
| 第121回 | 3月7日          | 醤油                     |                                                  |
| 第122回 | 3月14日         | 座る                     |                                                  |
| 第123回 | 3月21日         | 中性脂肪                 |                                                  |
| 第124回 | 3月28日         | お金                     |                                                  |
| 第125回 | 4月4日          | 住まいSP                 |                                                  |
| 第126回 | 4月11日         | やる気                   |                                                  |
| 第127回 | 4月18日         | 中国茶                   |                                                  |
| 第128回 | 4月25日         | 呼吸                     |                                                  |
| 第129回 | 5月2日          | 梅                       |                                                  |
| 第130回 | 5月9日          | 血圧                     |                                                  |
| 第131回 | 5月16日         | 泳ぐ                     |                                                  |
| 第132回 | 5月23日         | 靴                       |                                                  |
| 第133回 | 5月30日         | サラダ                   |                                                  |
| 第134回 | 6月6日          | 間食                     |                                                  |
| 第135回 | 6月13日         | 冷蔵庫                   |                                                  |
| 第136回 | 6月20日         | 舌                       |                                                  |
| 第137回 | 6月27日         | うなぎ                   |                                                  |
| 第138回 | 7月4日          | たまご                   |                                                  |
| 第139回 | 7月11日         | 遺伝                     |                                                  |
| 第140回 | 7月18日         | 防犯                     |                                                  |
| 第141回 | 7月25日         | 休息                     |                                                  |
| 第142回 | 8月1日          | 紫外線                   |                                                  |
| 第143回 | 8月8日          | キムチ                   |                                                  |
| 第144回 | 8月15日         | カボチャ                 |                                                  |
| 第145回 | 8月22日         | ツメ                     |                                                  |
| 第146回 | 8月29日         | マッサージ               |                                                  |
| 第147回 | 9月5日          | バナナ                   |                                                  |
| 第148回 | 9月12日         | 顔                       |                                                  |
| 第149回 | 9月19日         | ペット                   |                                                  |
| 第150回 | 9月26日         | エビ                     |                                                  |
| 第151回 | 10月3日         | 生命保険                 |                                                  |
| 第152回 | 10月10日        | 体脂肪SP                 |                                                  |
| 第153回 | 10月17日        | イワシ                   |                                                  |
| 第154回 | 10月24日        | 旅行                     |                                                  |
| 第155回 | 10月31日        | 収納                     |                                                  |
| 第156回 | 11月7日         | 皮膚                     |                                                  |
| 第157回 | 11月14日        | しょうが                 |                                                  |
| 第158回 | 11月21日        | 骨                       |                                                  |
| 第159回 | 11月28日        | 火事                     |                                                  |
| 第160回 | 12月5日         | 冷え性                   |                                                  |
| 第161回 | 12月12日        | 野菜スープ               |                                                  |
| 第162回 | 12月19日        | 暖房                     |                                                  |
| 第163回 | 12月26日        | 身体の大掃除SP           |                                                  |
| 第164回 | 2000年 1月3日   | 新春・脳力アップSP       | 放送曜日が月曜日に変更の上、17:30～19:00に放送。 |
| 第165回 | 1月9日          | サケ                     |                                                  |
| 第166回 | 1月16日         | りんご                   |                                                  |
| 第167回 | 1月23日         | コレステロール           |                                                  |
| 第168回 | 1月30日         | スタイル                 |                                                  |
| 第169回 | 2月6日          | 疲れ目                   |                                                  |
| 第170回 | 2月13日         | 紅茶                     |                                                  |
| 第171回 | 2月20日         | 関節                     |                                                  |
| 第172回 | 2月27日         | 寝具                     |                                                  |
| 第173回 | 3月5日          | 玉ネギ                   |                                                  |
| 第174回 | 3月12日         | 自転車                   |                                                  |
| 第175回 | 3月19日         | コショウ                 |                                                  |
| 第176回 | 3月26日         | ハチミツ                 |                                                  |
| 第177回 | 4月2日          | 住まいの総点検SP         |                                                  |
| 第178回 | 4月9日          | 春の健康チェックSP       |                                                  |
| 第179回 | 4月16日         | チョコレート             |                                                  |
| 第180回 | 4月23日         | 性格                     |                                                  |
| 第181回 | 4月30日         | 回転寿司                 |                                                  |
| 第182回 | 5月7日          | 電子メール               |                                                  |
| 第183回 | 5月14日         | 活性酸素                 |                                                  |
| 第184回 | 5月21日         | 香り                     |                                                  |
| 第185回 | 5月28日         | 賃貸住宅                 |                                                  |
| 第186回 | 6月4日          | グレープフルーツ         |                                                  |
| 第187回 | 6月11日         | 資格                     |                                                  |
| 第188回 | 6月18日         | 憂うつ                   |                                                  |
| 第189回 | 7月2日          | 沖縄                     |                                                  |
| 第190回 | 7月9日          | 英会話                   |                                                  |
| 第191回 | 7月16日         | 麦茶                     |                                                  |
| 第192回 | 7月23日         | バーベキュー             |                                                  |
| 第193回 | 7月30日         | 夏の応急手当             |                                                  |
| 第194回 | 8月6日          | 枝豆                     |                                                  |
| 第195回 | 8月13日         | 色                       |                                                  |
| 第196回 | 8月20日         | 夢                       |                                                  |
| 第197回 | 8月27日         | 音楽                     |                                                  |
| 第198回 | 9月3日          | ゴミ                     |                                                  |
| 第199回 | 9月10日         | 身体のニオイ             |                                                  |
| 第200回 | 9月17日         | コリ                     |                                                  |
| 第201回 | 10月1日         | 食欲                     |                                                  |
| 第202回 | 10月8日         | ボケ                     |                                                  |
| 第203回 | 10月15日        | 人間関係改善SP           |                                                  |
| 第204回 | 10月22日        | デジタル家電             |                                                  |
| 第205回 | 10月29日        | 歯周病                   |                                                  |
| 第206回 | 11月5日         | ジャム                   |                                                  |
| 第207回 | 11月12日        | 不眠症                   |                                                  |
| 第208回 | 11月19日        | 保険                     |                                                  |
| 第209回 | 11月26日        | ピーナッツ               |                                                  |
| 第210回 | 12月3日         | 静電気                   |                                                  |
| 第211回 | 12月10日        | 糖尿病                   |                                                  |
| 第212回 | 12月17日        | ソウル                   |                                                  |
| 第213回 | 12月24日        | 大検証SP                 |                                                  |
| 第214回 | 2001年 1月7日   | ぜい肉                   |                                                  |
| 第215回 | 1月14日         | ビタミンC                |                                                  |
| 第216回 | 1月21日         | まいたけ                 |                                                  |
| 第217回 | 1月28日         | プレッシャー             |                                                  |
| 第218回 | 2月4日          | 温泉                     |                                                  |
| 第219回 | 2月11日         | 右利き 左利き            |                                                  |
| 第220回 | 2月18日         | 発熱                     |                                                  |
| 第221回 | 2月25日         | ピーマン                 |                                                  |
| 第222回 | 3月4日          | 視力                     |                                                  |
| 第223回 | 3月11日         | あずき                   |                                                  |
| 第224回 | 3月18日         | チャーハン               |                                                  |
| 第225回 | 3月25日         | 方向オンチ               |                                                  |
| 第226回 | 4月1日          | カード                   |                                                  |
| 第227回 | 4月8日          | 春の健康診断SP           |                                                  |
| 第228回 | 4月15日         | ぜい肉 2                 |                                                  |
| 第229回 | 4月22日         | ポリープ                 |                                                  |
| 第230回 | 4月29日         | スポーツでシェイプアップ |                                                  |
| 第231回 | 5月6日          | ビタミンB1               |                                                  |
| 第232回 | 5月13日         | 更年期障害               |                                                  |
| 第233回 | 5月20日         | ハンバーグ               |                                                  |
| 第234回 | 5月27日         | 三日ぼうず               |                                                  |
| 第235回 | 6月3日          | 猫背                     |                                                  |
| 第236回 | 6月10日         | マッサージ2              |                                                  |
| 第237回 | 6月17日         | シミ                     |                                                  |
| 第238回 | 6月24日         | アミノ酸                 |                                                  |
| 第239回 | 7月1日          | ビタミンE                |                                                  |
| 第240回 | 7月8日          | 冷房病                   |                                                  |
| 第241回 | 7月15日         | とろろ                   |                                                  |
| 第242回 | 7月22日         | 夏の健康茶               |                                                  |
| 第243回 | 8月5日          | 餃子                     |                                                  |
| 第244回 | 8月12日         | カメラ                   |                                                  |
| 第245回 | 8月19日         | 反射神経                 |                                                  |
| 第246回 | 8月26日         | O脚X脚                   |                                                  |
| 第247回 | 9月2日          | アルカリ体質             |                                                  |
| 第248回 | 9月9日          | 口臭                     |                                                  |
| 第249回 | 9月16日         | 自然治癒力               |                                                  |
| 第250回 | 9月23日         | 納豆                     |                                                  |
| 第251回 | 9月30日         | ウォーキング             |                                                  |
| 第252回 | 10月7日         | 秋の健康診断SP           |                                                  |
| 第253回 | 10月14日        | ストレス解消             |                                                  |
| 第254回 | 10月21日        | オムライス               |                                                  |
| 第255回 | 10月28日        | シワ                     |                                                  |
| 第256回 | 11月4日         | 不器用                   |                                                  |
| 第257回 | 11月11日        | 女性ホルモン             |                                                  |
| 第258回 | 11月18日        | ブロッコリー             |                                                  |
| 第259回 | 11月25日        | アミノ酸2                |                                                  |
| 第260回 | 12月2日         | 亜鉛                     |                                                  |
| 第261回 | 12月9日         | 敏感肌                   |                                                  |
| 第262回 | 12月16日        | バイオリズム             |                                                  |
| 第263回 | 12月23日        | から揚げ                 |                                                  |
| 第264回 | 12月30日        | 中国料理SP               |                                                  |
| 第265回 | 2002年 1月6日   | むくみ                   |                                                  |
| 第266回 | 1月13日         | 中国健康茶               |                                                  |
| 第267回 | 1月20日         | カン                     |                                                  |
| 第268回 | 1月27日         | マイナスイオン           |                                                  |
| 第269回 | 2月3日          | クエン酸                 |                                                  |
| 第270回 | 2月10日         | 心臓                     |                                                  |
| 第271回 | 2月17日         | 親子丼                   |                                                  |
| 第272回 | 2月24日         | 人間関係                 |                                                  |
| 第273回 | 3月3日          | 花粉症                   |                                                  |
| 第274回 | 3月10日         | リサイクル               |                                                  |
| 第275回 | 3月17日         | 酵素                     |                                                  |
| 第276回 | 3月24日         | シジミ                   |                                                  |
| 第277回 | 3月31日         | 依存症                   |                                                  |
| 第278回 | 4月7日          | 春の人間ドックSP         |                                                  |
| 第279回 | 4月14日         | 新陳代謝                 |                                                  |
| 第280回 | 4月21日         | カルシウム               |                                                  |
| 第281回 | 4月28日         | パエリア                 |                                                  |
| 第282回 | 5月5日          | セルライト               |                                                  |
| 第283回 | 5月12日         | アロエ                   |                                                  |
| 第284回 | 5月19日         | ミネラルウォーター       |                                                  |
| 第285回 | 5月26日         | あわてもの               |                                                  |
| 第286回 | 6月2日          | キウイ                   |                                                  |
| 第287回 | 6月16日         | クセ                     |                                                  |
| 第288回 | 6月23日         | カビ                     |                                                  |
| 第289回 | 6月30日         | 冷やし中華               |                                                  |
| 第290回 | 7月7日          | メラニン色素             |                                                  |
| 第291回 | 7月14日         | 酵母                     |                                                  |
| 第292回 | 7月21日         | ぶどう                   |                                                  |
| 第293回 | 7月28日         | 立ちくらみ               |                                                  |
| 第294回 | 8月4日          | 玄米                     |                                                  |
| 第295回 | 8月11日         | 乳酸菌                   |                                                  |
| 第296回 | 8月18日         | 母性本能                 |                                                  |
| 第297回 | 8月25日         | DHA                      |                                                  |
| 第298回 | 9月1日          | フコイダン               |                                                  |
| 第299回 | 9月8日          | もやし                   |                                                  |
| 第300回 | 9月15日         | 癒しホルモン             |                                                  |
| 第301回 | 9月22日         | 低インシュリンダイエット |                                                  |
| 第302回 | 9月29日         | マヨネーズ               |                                                  |
| 第303回 | 10月6日         | 脳ドックSP               |                                                  |
| 第304回 | 10月13日        | たるみ解消               |                                                  |
| 第305回 | 10月20日        | 冷凍・解凍               |                                                  |
| 第306回 | 10月27日        | 子宮・卵巣               |                                                  |
| 第307回 | 11月3日         | 涙                       |                                                  |
| 第308回 | 11月10日        | ニラ                     |                                                  |
| 第309回 | 11月17日        | 酢豚                     |                                                  |
| 第310回 | 11月24日        | 酵素2                    |                                                  |
| 第311回 | 12月1日         | 鉄分                     |                                                  |
| 第312回 | 12月8日         | 暖房2                    |                                                  |
| 第313回 | 12月15日        | ウイルス                 |                                                  |
| 第314回 | 12月22日        | 血管                     |                                                  |
| 第315回 | 12月29日        | 炭                       |                                                  |
| 第316回 | 2003年 1月5日   | お腹のたるみSP           |                                                  |
| 第317回 | 1月12日         | 老後                     |                                                  |
| 第318回 | 1月19日         | ココア                   |                                                  |
| 第319回 | 1月26日         | ピザ                     |                                                  |
| 第320回 | 2月2日          | β-カロテン               |                                                  |
| 第321回 | 2月9日          | 焼酎                     |                                                  |
| 第322回 | 2月16日         | 首のコリ                 |                                                  |
| 第323回 | 2月23日         | 入浴                     |                                                  |
| 第324回 | 3月2日          | 花粉症2                  |                                                  |
| 第325回 | 3月9日          | 深層心理                 |                                                  |
| 第326回 | 3月16日         | 抜け毛・薄毛             |                                                  |
| 第327回 | 3月23日         | アゴ                     |                                                  |
| 第328回 | 3月30日         | かつお節                 |                                                  |
| 第329回 | 4月6日          | 春の血液診断SP           |                                                  |
| 第330回 | 4月13日         | 顔のたるみ               |                                                  |
| 第331回 | 4月20日         | 入院                     |                                                  |
| 第332回 | 4月27日         | 頭痛                     |                                                  |
| 第333回 | 5月4日          | カテキン                 |                                                  |
| 第334回 | 5月11日         | ハム                     |                                                  |
| 第335回 | 5月18日         | 軽うつ                   |                                                  |
| 第336回 | 5月25日         | 活性酸素2                |                                                  |
| 第337回 | 6月1日          | セロトニン               |                                                  |
| 第338回 | 6月8日          | ニンニク                 |                                                  |
| 第339回 | 6月15日         | 三半規管                 |                                                  |
| 第340回 | 6月22日         | 胃                       |                                                  |
| 第341回 | 6月29日         | 保険2                    |                                                  |
| 第342回 | 7月6日          | 内臓脂肪                 |                                                  |
| 第343回 | 7月13日         | 顔のゆがみ               |                                                  |
| 第344回 | 7月20日         | 葉酸                     |                                                  |
| 第345回 | 7月27日         | 水分摂取                 |                                                  |
| 第346回 | 8月3日          | アボカド                 |                                                  |
| 第347回 | 8月10日         | 安全運転                 |                                                  |
| 第348回 | 8月17日         | 便秘・下痢               |                                                  |
| 第349回 | 8月24日         | 足裏マッサージ           |                                                  |
| 第350回 | 8月31日         | 睡眠障害                 |                                                  |
| 第351回 | 9月7日          | 腰痛                     |                                                  |
| 第352回 | 9月14日         | ウコン                   |                                                  |
| 第353回 | 9月21日         | 皮下脂肪                 |                                                  |
| 第354回 | 9月28日         | 記憶力                   |                                                  |
| 第355回 | 10月5日         | 秋の芸能人健康診断SP     |                                                  |
| 第356回 | 10月12日        | サプリメント             |                                                  |
| 第357回 | 10月19日        | 見た目                   |                                                  |
| 第358回 | 10月26日        | 皮下脂肪2                |                                                  |
| 第359回 | 11月2日         | 防犯                     |                                                  |
| 第360回 | 11月16日        | アミノ酸3                |                                                  |
| 第361回 | 11月23日        | 毛穴                     |                                                  |
| 第362回 | 11月30日        | 遺言                     |                                                  |
| 第363回 | 12月7日         | 赤ちゃん                 |                                                  |
| 第364回 | 12月14日        | 髪の悩み                 |                                                  |
| 第365回 | 12月21日        | 大掃除                   |                                                  |
| 第366回 | 12月28日        | 健康ランド               |                                                  |
| 第367回 | 2004年 1月4日   | やせられない体質SP       |                                                  |
| 第368回 | 1月11日         | ヒザ痛                   |                                                  |
| 第369回 | 1月18日         | 気                       |                                                  |
| 第370回 | 1月25日         | 水菜VSホウレン草         |                                                  |
| 第371回 | 2月1日          | 年金                     |                                                  |
| 第372回 | 2月8日          | だ液                     |                                                  |
| 第373回 | 2月15日         | ラーメン                 |                                                  |
| 第374回 | 2月22日         | 嫌われる人嫌われない人   |                                                  |
| 第375回 | 2月29日         | 携帯電話                 |                                                  |
| 第376回 | 3月7日          | 引越                     |                                                  |
| 第377回 | 3月14日         | 肩痛                     |                                                  |
| 第378回 | 3月21日         | 犬・猫                   |                                                  |
| 第379回 | 3月28日         | 免疫力                   |                                                  |

### 発掘!あるある大事典Ⅱ
| 放送回  | 放送日               | テーマ                                                      | 備考                                                                              |
| ------- | -------------------- | ----------------------------------------------------------- | --------------------------------------------------------------------------------- |
| 第1回   | 2004年 4月4日        | 血液型SP                                                    | 視聴率23.2%                                                                       |
| 第2回   | 4月11日              | 10才若く見える                                              | 視聴率18.1%                                                                       |
| 第3回   | 4月18日              | 愛情を取り戻す方程式                                        |                                                                                   |
| 第4回   | 4月25日              | こんな人がダマされる                                        |                                                                                   |
| 第5回   | 5月2日               | あなたが買い物にハマる訳                                    | 視聴率10.4%                                                                       |
| 第6回   | 5月9日               | 疲れる身体の真犯人は?                                       | 視聴率15.2%                                                                       |
| 第7回   | 5月16日              | お酢を飲むとヤセるのか!?                                    | 視聴率18.4%                                                                       |
| 第8回   | 5月23日              | 1日10分で視力大復活                                         | 視聴率12.6%                                                                       |
| 第9回   | 5月30日              | にがりで本当にヤセるのか!?                                  | 視聴率17.9%                                                                       |
| 第10回  | 6月6日               | ごはんの炊き方                                              | 視聴率13.7%                                                                       |
| 第11回  | 6月13日              | 老後のための経済学                                          | 視聴率15.2%                                                                       |
| 第12回  | 6月20日              | 太る人は酸欠人間!?                                          | 視聴率17.3%                                                                       |
| 第13回  | 6月27日              | シミ&シワの真犯人                                           |                                                                                   |
| 第14回  | 7月4日               | イライラすると醜くなる                                      |                                                                                   |
| 第15回  | 7月18日              | 夏の水分補給術                                              |                                                                                   |
| 第16回  | 7月25日              | 豆乳で美しくヤセる!?                                        |                                                                                   |
| 第17回  | 8月1日               | むくみから始まる下半身太り                                  |                                                                                   |
| 第18回  | 8月8日               | オバサン体型克服法                                          |                                                                                   |
| 第19回  | 8月15日              | 第1回 あるある脳力テスト                                    |                                                                                   |
| 第20回  | 8月22日              | 基礎代謝は必ず上がる!                                       |                                                                                   |
| 第21回  | 8月29日              | 今すぐできる!夏バテ解消術                                   |                                                                                   |
| 第22回  | 9月5日               | クマを消して12才若返る!?                                    |                                                                                   |
| 第23回  | 9月12日              | 老化から人類を救う!?CoQ10                                   |                                                                                   |
| 第24回  | 9月19日              | 黒豆のブラックパワー                                        |                                                                                   |
| 第25回  | 9月26日              | ダイエット検証スペシャル                                    |                                                                                   |
| 第26回  | 10月3日              | 秋の芸能人血液型SP                                          |                                                                                   |
| 第27回  | 10月10日             | オバサン体型克服法2                                         |                                                                                   |
| 第28回  | 10月17日             | リズム感で身体の弱点がわかる                                |                                                                                   |
| 第29回  | 10月24日             | うつ                                                        |                                                                                   |
| 第30回  | 10月31日             | 顔ヤセの科学                                                |                                                                                   |
| 第31回  | 11月7日              | 筆跡でわかる!本当の自分                                     |                                                                                   |
| 第32回  | 11月14日             | 身体のゆがみ矯正術                                          |                                                                                   |
| 第33回  | 11月21日             | 2泊3日で身体をリセット!                                     |                                                                                   |
| 第34回  | 11月28日             | 知れば得する!医療保険                                       |                                                                                   |
| 第35回  | 12月5日              | パワーヨガでヤセる!?                                        |                                                                                   |
| 第36回  | 12月12日             | 性ホルモンで10才若返る!                                     |                                                                                   |
| 第37回  | 12月19日             | 300円で弱った肝臓をリセット                                 |                                                                                   |
| 第38回  | 12月26日             | 脳内横断!適性テストSP                                       |                                                                                   |
| 第39回  | 2005年 1月9日        | 低炭水化物ダイエット                                        | 演出上問題箇所・改善すべき事項が含まれていた回。                                  |
| 第40回  | 1月16日              | 集中力アップ術                                              |                                                                                   |
| 第41回  | 1月23日              | 新陳代謝をアップして10才若返る                              |                                                                                   |
| 第42回  | 1月30日              | あなたにもできる?海外生活                                   |                                                                                   |
| 第43回  | 2月6日               | 小腸リセットで10才若返る                                    |                                                                                   |
| 第44回  | 2月13日              | 手を見てわかる!身体の未来                                   |                                                                                   |
| 第45回  | 2月20日              | 体脂肪を減らす救世主                                        | 演出上問題箇所・改善すべき事項が含まれていた回。                                  |
| 第46回  | 2月27日              | 韓流美肌のヒミツ                                            |                                                                                   |
| 第47回  | 3月6日               | 筆跡でわかる!本当の自分2                                    |                                                                                   |
| 第48回  | 3月13日              | 老けない身体をつくる 早期発見シリーズ「腰」                 |                                                                                   |
| 第49回  | 3月20日              | 冷え人間は太るし老ける!?                                    | 演出上問題箇所・改善すべき事項が含まれていた回。                                  |
| 第50回  | 3月27日              | 細胞から若返るスペシャル                                    |                                                                                   |
| 第51回  | 4月3日               | 全身がヤセて見える!?二の腕のたるみ解消法                    |                                                                                   |
| 第52回  | 4月10日              | 性格診断スペシャル                                          |                                                                                   |
| 第53回  | 4月17日              | 夢診断でわかる!本当のあなた                                 | 演出上問題箇所・改善すべき事項が含まれていた回。                                  |
| 第54回  | 4月24日              | 足でわかる!体内年令                                         |                                                                                   |
| 第55回  | 5月1日               | 身近な食材シリーズ「シソ」                                  |                                                                                   |
| 第56回  | 5月8日               | 早期発見シリーズ第2弾「血栓」                               |                                                                                   |
| 第57回  | 5月15日              | あなたの身体に…?「カビの恐怖」                              |                                                                                   |
| 第58回  | 5月22日              | クセでわかる!性格診断                                       |                                                                                   |
| 第59回  | 5月29日              | 肩コリ タイプ別解消法                                       |                                                                                   |
| 第60回  | 6月5日               | 太ももは簡単に細くなる!                                     |                                                                                   |
| 第61回  | 6月12日              | 寒天で本当にヤセるのか!?                                    | 捏造・データ改ざんが含まれていた回。                                              |
| 第62回  | 6月19日              | 身体の危険度シリーズ第2弾「知られざるコレステロールの恐怖」 |                                                                                   |
| 第63回  | 6月26日              | 太る!疲れる!あなたの身体は損だらけ!                         |                                                                                   |
| 第64回  | 7月3日               | 早期発見シリーズ第3弾「血管の恐怖」                         |                                                                                   |
| 第65回  | 7月10日              | これで汗はニオわない!                                       |                                                                                   |
| 第66回  | 7月17日              | あ～ん 思い出せない? もの忘れのヒミツ                       |                                                                                   |
| 第67回  | 7月24日              | 夏の糖分摂取                                                |                                                                                   |
| 第68回  | 7月31日              | わき腹のお肉が消えた…?                                      |                                                                                   |
| 第69回  | 8月7日               | あなたの身体は損だらけ2（毒抜きで体質改善）                 | 捏造・データ改ざんが含まれていた回。                                              |
| 第70回  | 8月14日              | 夏休みサイエンスSP 笑う                                     |                                                                                   |
| 第71回  | 8月21日              | 若返りの科学1                                               |                                                                                   |
| 第72回  | 8月28日              | お腹周りがスッキリ!内臓脂肪はすぐ消える                     |                                                                                   |
| 第73回  | 9月4日               | 話し方で脳が若返る!                                         |                                                                                   |
| 第74回  | 9月18日              | あなたの「血圧」は間違っている!                             |                                                                                   |
| 第75回  | 9月25日              | セルライト解消の新理論                                      |                                                                                   |
| 第76回  | 10月2日              | オバさん顔を克服 顔のたるみが10日で戻る!                    |                                                                                   |
| 第77回  | 10月9日              | 愛と裏切りの芸能人性格診断SP                                |                                                                                   |
| 第78回  | 10月16日             | エッ?!3分でいいの!?有酸素運動の新理論                       | 捏造・データ改ざんが含まれていた回。                                              |
| 第79回  | 10月23日             | あなたの眼は老けている!                                     |                                                                                   |
| 第80回  | 10月30日             | ヤセるってホント?コーヒーの秘密                             |                                                                                   |
| 第81回  | 11月6日              | 早期発見シリーズ 第4弾 血管が消える!?                       |                                                                                   |
| 第82回  | 11月13日             | 防犯の盲点 こんな人が狙われる?!                             |                                                                                   |
| 第83回  | 11月20日             | あ～ん覚えられるじゃ～ん!もの忘れのヒミツ2                  |                                                                                   |
| 第84回  | 11月27日             | 怖い頭痛・怖くない頭痛 あなたはどっち?!                     |                                                                                   |
| 第85回  | 12月4日              | あなたはヘビ人間?!ゆがみを治せば若返る!                     |                                                                                   |
| 第86回  | 12月11日             | 2005ダイエット総決算SP                                      | 捏造・データ改ざんが含まれていた回。                                              |
| 第87回  | 12月18日             | 女性の身体 総点検SP                                         |                                                                                   |
| 第88回  | 12月25日             | エッ!コレでキレイになっちゃうの?!世界あるある最新報告SP     |                                                                                   |
| 第89回  | 2006年 1月8日        | 住宅&医療 まさかのお値段                                    |                                                                                   |
| 第90回  | 1月15日              | ダイエット緊急企画!食べても太らない方法                     | 演出上問題箇所・改善すべき事項が含まれていた回。                                  |
| 第91回  | 1月22日              | カゼのウイルスを倒す最強鍋                                  |                                                                                   |
| 第92回  | 1月29日              | 心臓研究の最前線 心拍数でわかる?!あなたの寿命               |                                                                                   |
| 第93回  | 2月5日               | 肩・背中・腰 コリでわかる内臓疾患                           |                                                                                   |
| 第94回  | 2月12日              | O脚を治せば脚が細くなる!                                    |                                                                                   |
| 第95回  | 2月19日              | 衝撃!味噌汁でヤセる?!                                       | 捏造・データ改ざんが含まれていた回。                                              |
| 第96回  | 2月26日              | 病気を防ぐ!ツメ診断                                         |                                                                                   |
| 第97回  | 3月5日               | 地震に強い家・弱い家 今すぐできる!地震対策                  |                                                                                   |
| 第98回  | 3月12日              | あなたの身体が大変身!小腸デトックスでヤセ体質               |                                                                                   |
| 第99回  | 3月19日              | 疲れがとれる!最新!脳トレーニング                            |                                                                                   |
| 第100回 | 3月26日              | ワサビで10才若返る!                                         | 演出上問題箇所・改善すべき事項が含まれていた回。                                  |
| 第101回 | 4月2日               | 春の体質改善SP 呼吸法でお腹がヤセる!                        |                                                                                   |
| 第102回 | 4月9日               | 老ける!太る!疲れる!損する身体リセットSP                     |                                                                                   |
| 第103回 | 4月16日              | エッ!心筋梗塞?!お腹の痛みで病気がわかる                     |                                                                                   |
| 第104回 | 4月23日              | あなたのお腹はむくんでいる!                                 |                                                                                   |
| 第105回 | 4月30日              | あなたの食事は間違っている?!カロリーの新常識                | 演出上問題箇所・改善すべき事項が含まれていた回。                                  |
| 第106回 | 5月7日               | 全部わかった?!玄米・真の実力                                |                                                                                   |
| 第107回 | 5月14日              | 300円でできる!地震の安全対策                                |                                                                                   |
| 第108回 | 5月21日              | ビタミンCが消える?!老けない身体を作る方法                   |                                                                                   |
| 第109回 | 5月28日              | DHAの本当の力 あなたの脳は若返る!                           |                                                                                   |
| 第110回 | 6月4日               | 老けない肌の新常識                                          |                                                                                   |
| 第111回 | 6月11日              | 首コリでわかる身体の異変                                    |                                                                                   |
| 第112回 | 6月18日              | 女性の身体総点検SP2 女性ホルモン                            |                                                                                   |
| 第113回 | 6月25日              | たった2週間!腹ヤセ最強プログラム                            |                                                                                   |
| 第114回 | 7月2日               | あなたも必ず当てはまる!太る原因は夏の過ごし方               |                                                                                   |
| 第115回 | 7月9日               | 今夜必ず若返る!超簡単!脳トレ術!                             |                                                                                   |
| 第116回 | 7月16日              | あなたの常識は間違っている 熱中症の落とし穴                 |                                                                                   |
| 第117回 | 7月23日              | 夏バテしない身体をつくる あなたは熱体質?寒体質?』           |                                                                                   |
| 第118回 | 7月30日              | 世界が大注目!納豆で若返る方法                               |                                                                                   |
| 第119回 | 8月6日               | あなたは大丈夫?こんな人は髪が抜ける                         |                                                                                   |
| 第120回 | 8月13日              | ぐっすり!スッキリ!睡眠の科学                                |                                                                                   |
| 第121回 | 8月20日              | チョコレートで本当にヤセるのか?!                            | 捏造・データ改ざんが含まれていた回。                                              |
| 第122回 | 8月27日              | メタボリックシンドロームの恐怖 内臓脂肪は簡単に落とせる!    |                                                                                   |
| 第123回 | 9月3日               | 損な身体脱出大作戦 バランス力で若返る                       |                                                                                   |
| 第124回 | 9月10日              | あなたの骨もこれで大丈夫!カルシウム不足簡単解消法           |                                                                                   |
| 第125回 | 9月17日              | 嫌われない“私”になれる 第一印象のヒミツ                     |                                                                                   |
| 第126回 | 9月24日              | たった1本で脳力アップ バナナだけの底力                      |                                                                                   |
| 第127回 | 10月1日              | 身体が若返る最新理論 ボディ・エンザイム                     |                                                                                   |
| 第128回 | 10月8日              | たったこれだけ!足裏刺激でヤセる                             | 演出上問題箇所・改善すべき事項が含まれていた回。                                  |
| 第129回 | 10月15日             | 秋のまるごとチェックSP あなたの身体ホントは何才?            |                                                                                   |
| 第130回 | 10月22日             | あなたのダイエットフルーツはどっち?みかんorリンゴ           | 捏造・データ改ざんが含まれていた回。                                              |
| 第131回 | 10月29日             | 今スグわかる!あなたの弱点                                   |                                                                                   |
| 第132回 | 11月5日              | 食材選びで肌が若返る                                        |                                                                                   |
| 第133回 | 11月12日             | セルライトは消せる!!                                        |                                                                                   |
| 第134回 | 11月19日             | 最新!老けない法則〜亜鉛不足の恐怖〜                         |                                                                                   |
| 第135回 | 11月26日             | ノロノロ血人間は太る                                        |                                                                                   |
| 第136回 | 12月3日              | あなたの食べ方は間違っている?!ショウガの秘密                |                                                                                   |
| 第137回 | 12月10日             | ウイルスに勝つ!風邪の最新予防術                             |                                                                                   |
| 第138回 | 12月17日             | 押せばあなたもスグわかる 弱ったカラダ総点検                 |                                                                                   |
| 第139回 | 12月24日             | キレイな身体になる! 最新温泉入浴術                          |                                                                                   |
| 第140回 | 2007年 1月7日        | 食べてヤセる!!!食材Xの新事実                                | 捏造・データ改ざんが含まれていた回。 この回で発言の捏造やデータ改ざんが発覚した。 |
| 第141回 | 1月14日              | ガン最新予防医学SP                                          | I・II通算で第520回。結果的にこの回が最終回となった。                              |
| 第142回 | 1月21日 （放送予定） | 顔のたるみ改善ヨガ                                          | 番組打ち切りのため未放送。                                                        |
| 第143回 | 1月28日 （放送予定） | ダイエット継続法ベスト5                                     | 番組打ち切りのため未放送。                                                        |

## データ捏造問題

### 捏造発覚とスポンサー降板・公共広告機構へのCM差し替え
2007年（平成19年）1月7日放送の、納豆によるダイエット効果を取り上げた第140回「食べてヤセる!!!食材Xの新事実」の放送後、全国各地の小売業店の店頭で納豆が売り切れ、納豆の入荷時期も全くの未定という事態が発生した。
この余りにも不自然過ぎる現象に注目した『週刊朝日』が独自で取材を開始したところ、データ捏造とみられる個所が続出したため、同誌1月26日号で「納豆ダイエットは本当に効くの?」という記事を掲載、関西テレビに質問状を送ったところ、関西テレビは2007年（平成19年）1月20日に緊急記者会見を開き、社内調査の結果として実際には血液検査を行っていないにもかかわらず虚偽のデータを放映したと発表、合わせて翌21日の放送を中止することも発表し、関西テレビの千草宗一郎社長らが謝罪した（詳細は後述）。
記者会見後、番組の根拠となるコメントを寄せた昭和女子大学の中津川研一教授は「捏造データの裏付けに自分の話が利用され驚いている」などと関西テレビに抗議したとされている。なお、中津川は花王の製品である食用油「エコナ」に関わる研究者でもある。
この捏造発覚はニュースや新聞で大きく報じられ、在阪準キー局制作番組では1992年の秋に短期間で立て続けで発生した『素敵にドキュメント』（朝日放送、テレビ朝日系全国ネット）、『超近未来遭遇!! どーなるスコープ』（読売テレビ、関西ローカル）のやらせ発覚以来の不祥事となり、制作局である関西テレビやキー局であるフジテレビ、制作会社の日本テレワークなどが各メディアから非難されたほか、フジテレビ系列局（テレビ宮崎を除く）にも大きな打撃を与えた。
1月21日の放送は関西テレビアナウンサー（当時）の毛利八郎による約5分間の謝罪特別放送が行われ、通常放送は中止された。『スタ☆メン』が繰り上げで放送されたが、スポンサーがつかず1時間にわたりコマーシャルが放送されなかった。遅れネットのテレビ大分では、1月23日に14:05から5分間の謝罪特別放送後、関西テレビで2006年8月放送の『快傑えみちゃんねる』に急遽差し替えられ（4月10日まで放送）、花王が同枠の一社提供降板を通告した後（後述）であったため、コマーシャルはテレビ大分の自社コマーシャルと公共広告機構（現：ACジャパン）のものが流された。
翌1月22日、『花王名人劇場』（1979年10月7日開始）以来27年3か月2週間にわたり、関西テレビ制作・フジテレビ系列日曜21時枠の一社提供を担当してきた花王石鹸→花王が、一社提供をいったん降板することを決定して関西テレビ（本社、東京支社）やフジテレビ（本社）に通告、これにより番組存続は難しくなり、打ち切りとなる可能性が高くなったと報じられた。花王は長期間スポンサー番組がありフジテレビとの関係が深かったが、この不祥事の際には発覚直後にスポンサー降板を表明し、同番組を打ち切りへと追い込んだ。また、三井住友銀行もヒッチハイク（番組終了後に流れるCM）スポンサーを降板した。

### 番組打ち切り
翌1月23日、関西テレビは当番組の打ち切り終了を発表した。これに伴い、関西テレビの役員と制作責任者が暫定的に処分され、今後も調査委員会を立ち上げ検証し、検証後に必要な場合は追加処分を実施することとされた。
当番組制作を受注した日本テレワークは、1月24日までに古矢直義社長と古賀憲一専務が辞職（両人とも取締役には留任していたが、4月1日付けで取締役も辞職）、後任社長に末富明子代表取締役が就任したと発表した。データ捏造を理由とした番組打ち切りはテレビ東京の『教えて!ウルトラ実験隊』以来であるが、同番組の制作会社も日本テレワークである。『ウルトラ実験隊』では2005年1月25日放送分で捏造を行っており、2年も経たぬ短期間のうちに同一理由で2度不祥事を起こしたことになる。なお、日本テレワークは後に事業譲渡により業態転換、その後2011年にネクステップに吸収合併されている。
同年1月25日時点で、関西テレビやフジテレビ、東海テレビなどの系列局に、約9,200件の苦情・問い合わせが届き「処分が甘い」などといった抗議の声も相次いでいた。
番組打ち切りにより、すで収録済みであった2回分は未放送のままお蔵入りとなっている。また、フジテレビ・関西テレビ双方とも番組公式サイトをいったん閉鎖した。なお司会の志村はスタッフの台本に沿って番組を進行しているとして、「裏切られた」とのコメントを残している。
また当番組の捏造問題の広がりを受けて、過去の放送内容を書籍化したもの（扶桑社から出版、全6巻）の出荷中止が行われ、多くの新刊書店は店頭から自主撤去した。その後に書籍は絶版とされた。
本番組を最後に、関西テレビは『白雪劇場』以来およそ33年に渡り続いた日曜21時枠の番組制作から撤退を決定し、制作がフジテレビとなった。それに伴い、フジテレビは3月までのおよそ2か月間つなぎ番組として単発特別番組枠を放送した。

### 関西テレビへの処分

#### 民放連からの除名処分
関西テレビはこの事件により、本来ならばフジネットワーク（FNS）の会員資格停止処分か除名処分を受けていたところであるが、問題になった当番組が全国放送番組であり、フジテレビをはじめ放送した全局が責任を共有して信頼回復に力を注ぐことを決めたため、おとがめなしとして会員資格停止は免れた。
しかし2007年4月19日、関西テレビは日本民間放送連盟（民放連）から除名処分を受け、営業面で大きな不利益を被ることになった。
関西テレビは2007年後半頃から、関西ローカルで「あるある」のコンセプトを引き継ぐ形の健康・情報系スペシャル番組『S-コンセプト』を、日曜夕方16時～17時25分の時間帯で断続的に放送した。ただし制作会社や主要出演者は「あるある大事典」と異なっていた。
その後、フジテレビ制作の2008年北京オリンピック中継が関西地区で視聴できなくなる事態を回避するため、民放連は2008年4月17日に条件付き再入会を認めた。同年10月27日には正式に復帰が認められている。

#### 総務省からの処分
2007年3月30日、関西テレビを管轄する総務省近畿総合通信局はこの件について、同日付で放送法第3条の2第1項第3号・第3条の3第1項違反による警告の行政指導を行った。
また総務省は関西テレビに対し電波法に基づく報告書の提出命令も行い、法的責任も問われることになった。同年2007年2月7日、関西テレビは近畿総合通信局に報告書を提出したが、内容については明らかにされていない。総務省は再調査を求める方針を固めたと産経新聞が報じた。

### 第140回「食べてヤセる!!!食材Xの新事実」での捏造内容
番組は、納豆によるダイエット効果を特集した内容で
- アメリカ・ワシントン大学のデニス・T・ヴィジャレアル教授が提唱している「副腎皮質から分泌されるDHEAというホルモン物質にはダイエット効果が認められる」という見解
- カナダ・ゲルフ大学のバーバラ・L・リリンガハムによる「イソフラボンの摂取によって体内のDHEAが増加する」という論文
- 昭和女子大学の中津川研一教授の「イソフラボンの摂取には納豆が効果的である」という見解

を用いて構成した。なお、DHEAという物質自体は、デヒドロエピアンドロステロン（男性ホルモンの一種）として実在するが、ダイエット効果は立証されていない。またイソフラボンは大豆イソフラボンとして大豆に多く含まれる物質である。
この番組内容について、公益社団法人日本糖尿病協会は機関紙『月刊糖尿病ライフ さかえ』2008年3月号で「似非科学の手口」として取り上げ、以下のように解説している。
また番組制作の過程で、取材対象者の発言を番組スタッフが恣意的に創作していたこと、虚偽のデータや写真資料を使用していたことなどが判明した。
- アメリカのダイエット研究で、56人の被験者を2つのグループに分け、一方のグループにのみDHEAを投与し、半年間その違いを比較した実験を紹介した際に、痩せた被験者の例として3枚の比較写真を使用したが、どれも被験者とは無関係な写真であった。
- テンプル大学のアーサー・ショーツ (Arthur Schwartz) 教授のコメントで、実際には「DHEAの摂取により痩せる効果がある」という趣旨で発言したが、番組では「日本の方々にとっても身近な食材で体内のDHEAを増やすことが可能です。体内のDHEAを増やす食材がありますよ。イソフラボンを含む食品です。なぜなら、イソフラボンはDHEAの原料ですから」と発言したように日本語訳を付けて放送していた。
アーサー・ショーツ (Arthur Schwartz) は実在するテンプル大学の教授で、1998年2月24日のワシントン・ポストの記事[19]ではDHEAの研究者として名を連ねている。なお、後の検証番組では名前を伏せ「X博士」としていた。
- 番組で行った8人の被験者の中で、中性脂肪値が高くて悩んでいた2人は「完全な正常値に戻った」とコメントし、そのデータを紹介したが、実際には血中のコレステロール値・中性脂肪値、血糖値についての検査は行っていなかった。
- 「あるあるミニ実験」として、納豆を朝2パックまとめて食べた場合と朝晩1パックずつに分けて食べた場合の比較実験のデータを放送したが、実際には血中イソフラボンの測定は行っていなかった。
- 体内でつくられるDHEAは20代をピークに減少し、食べ過ぎや運動不足によりDHEAの量が低下している可能性があるとして、22歳OL、25歳会社員、37歳会社員のDHEAの量を測定し、年齢の基準値と検査結果をテロップ表示で比較したが、血液採取は行ったものの実際には検査は行っておらず、数字は架空のものであった。
- 『DHEA分泌は加齢とともに低下する』ことを示したグラフは、慶應義塾大学出版会発行の著作物より無断で引用していた。

### 各種メディアでの報道
この事件は海外刊行の学術雑誌にも掲載され、2007年発行の『ネイチャー』445号 (pp.804-805) に "Japanese TV show admits faking science" と題した記事が掲載された。
各種メディアは、当番組の過去の放送でも複数回にわたってデータの捏造があったと報道した。
- 1998年10月25日放送のIの第102回『快眠』における「レタス汁を飲むと眠くなる」という調査結果[20]。この放送では、ラクチュコピクリン（催眠性を持つ物質であるが、レタスにはごく微量しか含まれず通常のレタスの摂取量では人体に影響を及ぼさない）の誤表記と思われる「ラクッコピコリン」という物質を紹介している[21]。
- 2005年6月19日放送のIIの第62回『身体の危険度シリーズ第2弾「知られざるコレステロールの恐怖」』[22]
- 2006年1月15日放送のIIの第90回『ダイエット緊急企画！食べても太らない方法』[23]
- 2006年2月19日放送のIIの第95回『衝撃!味噌汁でヤセる?!』[24]
- 2006年3月26日放送のIIの第100回『日本が生んだ最強のハーブ ワサビで10才若返る!!』[23]
- 2006年7月30日放送のIIの第118回『世界が大注目！納豆で若返る方法』

### 関西テレビによる調査
関西テレビはこの問題に対し、社内の対策本部による調査とともに、第三者による調査委員会の立ち上げを行い、『発掘!あるある大事典II』の前身番組である『発掘!あるある大事典』と合わせて、520回の放送全てについて徹底的に調査を行った結果、新たに7つの放送について、事実と異なる内容を放送していたことが明らかになった。
2007年1月29日に決定された外部調査委員会のメンバーは次の5名からなる。
1. 音好宏 - 上智大学文学部新聞学科助教授（メディア論、情報社会論）
2. 熊﨑勝彦 - 弁護士、元最高検察庁公安部長・東京地方検察庁特別捜査部長
3. 鈴木秀美 - 大阪大学大学院高等司法研究科教授（憲法、メディア法）
4. 村木良彦 - メディアプロデューサー（元テレビマンユニオン代表）
5. 吉岡忍 - 作家

外部調査委員を務めた吉岡忍は、生活情報番組を制作局といった制作部門が制作することが捏造の原因になっていると指摘した。
また調査の過程で、関西テレビの発表および外部関係者の取材により、番組制作費の内情が明らかとなった。番組1本につき、一社提供スポンサーである花王から1億円が支払われ、そのうち1,500万円を電通が受け取り、4,800万円が地方局に、関西テレビが500万円を「電波料」（各社の収入）として受け取る。残りの3,200万円が番組制作費として使用されるが、VTR制作費は860万円で、残りの2300万円がスタジオ経費（大半が出演者へのギャランティ）として使用されていた。

### 関西テレビによる訂正放送
2007年3月28日には、FNSフルネット26局で22:00から22:15まで、1月21日の謝罪特別放送と同じく毛利アナウンサーによる訂正放送が行われた。テレビ大分の水曜プライムタイムは日本テレビ系同時ネットに該当するため同日深夜に時差ネットを行い、当番組が非ネットだったテレビ宮崎の水曜プライムタイムはフジテレビ系同時ネットであるが当番組同様に未放送となり、他系列局が15分遅れの『水10!』をフジテレビから裏送りの形で通常通りの時間帯に編成された。
その際に説明された、番組内で捏造が認められたものに関して以下の通り記載する。
2005年6月12日放送「寒天で本当にヤセるのか!?」
食物繊維が豊富で、カロリーゼロの食材・寒天のダイエット効果について紹介する内容。
「2週間寒天ダイエット実験」において、血液検査の結果が放送されたが、被験者の一人（以下「被験者A」）の実験開始前の血糖値が放送では正常範囲外の111で1週間後には97と正常範囲内まで低下したとテロップ表示されていたが、制作会社が保存していた検査結果によると、被験者Aの実験開始時の血糖値は97で、正常範囲内であった。実験開始時には正常範囲外であったが、実験によって正常範囲内にまで低下し、効果があったとする番組構成に合わせる為に被験者Aの実験結果のデータの改竄が行われていた（実際、実験前と実験から1週間後との血糖値に変化が全く見られなったのか、実験前の血糖値より実験から1週間後の血糖値が、実験前のものより更に低下したのか、正常範囲外に増加したのかは不明）。
また、同実験の別の被験者（以下「被験者B」）の血液検査についてもデータの改竄が行われていた。放送では、被験者Bのコレステロール値は、実験開始時322となっていたが、本当の検査結果のコレステロール値は、実験開始時291であった。
2005年8月7日放送「あなたの身体は損だらけ2 毒抜きで体質改善」
水銀・鉛・カドミウム等の有害ミネラルの排出の必要性について紹介する内容。
ある家族を被験者とした3日間の解毒プログラムを実施し、体質改善がなされたことを示す根拠として、被験者全員の尿検査の結果、水銀・鉛・カドミウムの3種類の有害ミネラルの排出量が増加したことを示すグラフが紹介されており、ナレーションでも「全員に効果が現れた」とコメントした。しかし制作会社が保存していた資料によると、一部の被験者には効果が現れてはいるものの、全員が3種類全ての項目で改善されていたわけではなく、データを改ざんして放送していたことが判明した。
2005年10月16日放送「エッ?!3分でいいの!?有酸素運動の新理論」
一日合計3分、30秒ごとに有酸素・無酸素運動を交互に行うことにより痩せることができる新理論を紹介する内容。
番組では、アメリカの大学教授の見解が論拠とされていて、日本語による吹き替えでコメントされた。放送では、
「米国では今､1日たった3分で痩せられる画期的な有酸素運動が大ブームです。従来の3倍以上の脂肪燃焼効果が期待出来る常識を覆す新しい理論の有酸素運動なのです。」
とコメントされていた。しかし取材時のインタビューを調査したところ、実際には教授は
「従来の有酸素運動での消費カロリーが150kcalとすれば、新有酸素運動での消費カロリーは250~300kcal程度である。3分間の運動をして代謝を大幅に上げることを示した研究を見たことはない」
とコメントしており、また、
「この新理論を応用すれば、お腹や太もも、二の腕などの部分痩せも可能です」
とコメントされている部分でも、実際の取材時のインタビューでは、
「部分痩せはできない」
とコメントしており、両者とも教授が述べていない事実を日本語の吹き替えを利用して、あたかも教授が述べたようにするコメントの捏造が行われていた。（実際はボイスオーバー式なので、捏造を生みやすい手段でもある）。
また、この放送回では14人の被験者を対象に、日本の専門家が作成した運動プログラムを2週間実施し、その運動によるダイエット効果を測る実験も放送されたが、制作会社が保存していた資料によると、実験に参加した一人の体重について、放送では体重減少幅が2kg減と紹介されていたが、実際の体重減少幅は0.6kgで、実験データを改ざんしていた。
2005年12月11日放送「2005ダイエット総決算SP」
『発掘!あるある大事典II』で過去に取り上げたダイエット食材について紹介していたほか、有酸素運動の効果を高める食材としてカルシウムを取り上げた。
番組内でカルシウムについての情報は、2005年10月16日放送の『エッ?!3分でいいの!?有酸素運動の新理論』の回で取材したアメリカの大学教授が番組スタッフ宛てにかけてきた電話によるものとされている。番組内での教授とスタッフとの電話のやり取りは以下の通りである。
教授「新有酸素運動の効果が倍増するモノが見つかったよ」
スタッフ「え?何ですか?」
教授「どうやらカルシウムらしいんだよ」
と、番組では教授が新有酸素運動の効果を高める物質を発見したことをスタッフ宛てに電話で報告している様子が放送された。しかし実際には、教授が電話をかけてきたという事実はなく、放送された電話の声はサクラとされる別人の声を吹き込んだもので、捏造であった。
2006年2月19日放送「衝撃!味噌汁でヤセる?!」
味噌汁のダイエット効果について紹介するという内容。
番組では、味噌のダイエット効果について、味噌には大豆ペプチドが含まれていること、大豆ペプチドが腸管から吸収される際に自律神経を刺激すること、とりわけ朝に味噌汁を飲むことで痩せやすい身体になることが挙げられた。これら番組で紹介された味噌のダイエット効果は、アメリカの大学助教授の見解が論拠とされ、番組で助教授は、
「味噌が大豆食品の中で最も高いダイエット効果が期待出来る食品なんです。朝食に味噌汁を摂る事は、ダイエットに非常に効果的です。」
等と日本語の吹き替えで述べている。しかし実際の取材インタビューで助教授は、味噌に大豆ペプチドが含まれている事と、発酵した場合大豆ペプチドの吸収の効率が高まる事以外は述べておらず、
「ダイエット効果についてはわからない」「大豆ペプチドの吸収は納豆の方がよい」
ともコメントしている等、助教授が述べていない事を日本語の吹き替えを利用して助教授が述べたようにする、コメントの捏造が行われていた。
番組内で紹介した8日間の味噌汁ダイエット実験で、被験者の実験前後の体重比較について、データの改ざんが行われていた。放送では1.3kgの減少となっていた被験者は、実際には4kg減少していた。また、他の被験者についても放送では2.8kg減少したことになっていたが、実際には4.8kgの減少であった。
2006年8月20日放送「チョコレートで本当にやせるのか」
当時噂になっていたチョコレートダイエットについて、賛成派と反対派に分け、論争の形で番組は進行し、最終的には一定の条件を守ればチョコレートにもダイエット効果があるという結論を導き出し放送した。
この中で、基礎代謝量が落ちている人の方がチョコレートダイエットに効果があるという仮説を実証する為、チョコレートダイエットを行った被験者である親子の基礎代謝量を測定する実験を実施した。この時ダイエットに成功した母親と失敗した娘の基礎代謝量の差が多くなるよう、娘の基礎代謝量を実際は1133kcalであったにも拘らず、放送では1332kcalとし、母親の基礎代謝量を実際は1020kcalであったにも拘らず、放送では1081kcalとして、それぞれ実験で得た数値を改ざんして放送していた。
2006年10月22日放送「あなたのダイエットフルーツはどっち?みかんorリンゴ」
みかんとリンゴを使ったダイエットについて紹介する内容。
その中で、紹介された2名の被験者に対して行われた実験は、1日目はパンだけを食べて血糖値を測定し、2日目は先にみかんを食べた後にパンを食べて血糖値を測定するもの。実験結果を表したグラフは、時間の経過と血糖値の増減を折れ線で表したもので、縦軸は血糖値となっていた。番組では被験者二人ともがパンのみを食べた場合と、みかんを食べた後パンを食べた場合の結果として、パンのみを食べた場合にはグラフの山型が急で、みかんを食べた後にパンを食べた場合のグラフの山型は比較的緩やかに表現されていたが、被験者のうちの一人について、制作会社が保存していたグラフでは、放送において表現されたような顕著な差を示すグラフではなく、みかんを一緒に摂取すれば血糖値の上昇を抑えられるという、番組のテーマに合致するよう実験結果を改ざんした。
この他、捏造や改ざんは認められなかったが、番組の構成上不適切な部分（演出上問題箇所）があったと認められる放送や改善すべき事項が含まれる放送回は以下の通りである。
2005年1月9日放送「〜今夜はお肉をもりもり食べて痩せる〜炭水化物ダイエット」
実験開始前後で基礎代謝の測定が不適切。
2005年2月20日放送「体脂肪を減らす救世主」
専門家の確認を得ずに、αリポ酸の折れ線グラフを作成し、研究者への敬意と配慮を欠けることになった。
2005年3月20日放送「冷え人間は太るし老ける!?」
入浴実験の開始前後のNK細胞活性の数値にデータの改ざん疑惑。確認は取れず、結論に影響なしの範囲とされた。
2005年4月17日放送「夢診断でわかる!本当のあなた」
被験者が夢を見ていないにもかかわらず、恰も火災に関する夢を見たかのように番組を放送。
2006年1月15日放送「ダイエット緊急企画!食べても太らない方法」
専門家の確認を取るべき部分が有ったにもかかわらず、確認を無視して放送。
2006年3月26日放送「日本が生んだ最強のハーブ ワサビで10才若返る!!」
結論に影響しない範囲内で肌年齢の数字を改ざんした疑いがある。
2006年4月30日放送「あなたの食事は間違っている?!カロリーの新常識」
あたかも24時間実験したかのような誤解を生じさせた。
2006年10月8日放送「たったこれだけ!足裏刺激でヤセる」
「足裏刺激で減量できる」という方法に対する疑問。

### 関西テレビによる検証番組
2007年4月3日、22:00 - 23:09の時間帯で、検証番組『私たちは何を間違えたのか 検証・発掘!あるある大事典』が放送された。番組は事前収録形式で、コマーシャルを一切入れず、問題の納豆ダイエットなどの捏造事件の経緯・再発防止のための取り組みを全国27局で放送した（テレビ宮崎を除く。テレビ宮崎は本番組未ネットであり、同局の火曜22時台は『テレビ朝日水曜21時枠刑事ドラマ』の遅れネット枠となっているため、元々放送されなかった）。
同局アナウンサーの毛利八郎と関純子（肩書は当時）が司会を務め、番組の冒頭では千草宗一郎前社長が謝罪コメントを行った。
検証番組では、『発掘!あるある大事典II』で血液型について取り上げた、2004年4月4日放送の『血液型SP』、2004年10月3日放送の『秋の芸能人血液型SP』についても演出上問題があると放送された。一般視聴者のメッセージや、フジテレビ、東海テレビ、テレビ新広島に届いた番組に対する意見が紹介され、今後同様のことがあった場合の対処についてなどについても述べられた。エンディングにはフジネットワークの組織（発局、受け局）についても紹介した。
検証番組放送後から翌4月4日午後7時までに、関西テレビやフジテレビと系列局に対し、800件を超す苦情の電話やメールが殺到した。視聴率は関東地区では5.1%、関西地区では6%であった。
この検証番組の放送に伴い、『くうねるところすむところ〜恋するニッカボッカ・ガール〜』と『鬼嫁日記 いい湯だな』の放送が延期となった。

## 後継番組
前述の通り、当番組の打ち切りを受け、以降はフジテレビ制作の番組を放送する事になった。しかし、『クイズ$ミリオネア』の後番組となる予定だった『メントレG』が後番組となり、『 - ミリオネア』の後番組は『まるまるちびまる子ちゃん』となり、『まるまる - 』の告知は『 - ミリオネア』の最終回においてナレーターの木村匡也によって行われた。
2007年4月15日から2008年9月14日までは、毎週金曜日23:00 - 23:30で放送されていた『メントレG』（三菱電機ほか複数社提供）を日曜21時枠に移動して放送、空いた金曜23:00枠には『スリルな夜』シリーズ（『子育ての天才』と『イケメン合衆国』）と『理由ある太郎』を2007年4月から2008年9月まで放送した。
2008年10月19日からは『エチカの鏡〜ココロにキクTV〜』を2010年9月まで放送。同番組は『花王名人劇場』から『あるある大事典II』までのスポンサーであった花王の一社提供番組となることが決まり、後枠で2010年10月開始の『ドラマチック・サンデー』も花王一社提供が引き継がれたが、2013年10月から『全力教室 ～成功へのマジックワード～』以降からは複数社提供に変更。その後も連続ドラマ枠・バラエティ枠・単発枠を中心に入れ替えが激しく、2025年7月現在は『Mr.サンデー』を放送している。
2011年10月2日の『さんまのまんま 27年目もしゃべりまっせSP』で、約4年9ヶ月ぶりにフジテレビ系列の日曜夜9時枠で関西テレビからの送出を行った。
その後、19時 - 22時までのゴールデンタイム枠の関西テレビ制作のレギュラー番組は、当番組の打ち切りからドラマ枠を除いて8年2か月間途絶えたが、2015年度の春季番組改編により、火曜日21時台に『発見!なるほどレストラン 日本のおいしいごはんを作ろう!→知らないアナタは大丈夫?! 発見!ウワサの食卓』として関西テレビ制作枠が編成されることになり、事実上復活となった。しかし、2016年10月の改編時に火曜21時台は連続ドラマ枠、火曜22時台はバラエティ枠に入れ替え・枠交換。2021年9月までの5年間放送を経て、2021年10月の改編時に、月曜22時台のバラエティ番組枠と火曜21時台の連続ドラマ枠が入れ替え・枠交換。2024年4月現在、火曜21時台は『アンタッチャブルの早速行ってみた』を放送していたが、2024年9月3日で終了し、2024年10月からはフジテレビ制作枠となる。
さらに2017年4月18日放送開始の『セブンルール』で、『あるある大事典』放送打ち切りから10年ぶりに関西テレビ制作の花王の一社提供番組が2017年12月まで復活した（2018年以降も週によっては、提供クレジット上としては花王一社のみになる場合があった）。

## ネット局と放送時間
2007年1月の番組打ち切り時点におけるデータ。
| 放送対象地域   | 放送局             | 系列                          | 放送日時           | 遅れ       |
| -------------- | ------------------ | ----------------------------- | ------------------ | ---------- |
| 近畿広域圏     | 関西テレビ         | フジテレビ系列                | 日曜 21:00 - 21:54 | 製作局     |
| 関東広域圏     | フジテレビ         | フジテレビ系列                | 日曜 21:00 - 21:54 | 同時ネット |
| 北海道         | 北海道文化放送     | フジテレビ系列                | 日曜 21:00 - 21:54 | 同時ネット |
| 岩手県         | 岩手めんこいテレビ | フジテレビ系列                | 日曜 21:00 - 21:54 | 同時ネット |
| 宮城県         | 仙台放送           | フジテレビ系列                | 日曜 21:00 - 21:54 | 同時ネット |
| 秋田県         | 秋田テレビ         | フジテレビ系列                | 日曜 21:00 - 21:54 | 同時ネット |
| 山形県         | さくらんぼテレビ   | フジテレビ系列                | 日曜 21:00 - 21:54 | 同時ネット |
| 福島県         | 福島テレビ         | フジテレビ系列                | 日曜 21:00 - 21:54 | 同時ネット |
| 新潟県         | 新潟総合テレビ     | フジテレビ系列                | 日曜 21:00 - 21:54 | 同時ネット |
| 長野県         | 長野放送           | フジテレビ系列                | 日曜 21:00 - 21:54 | 同時ネット |
| 静岡県         | テレビ静岡         | フジテレビ系列                | 日曜 21:00 - 21:54 | 同時ネット |
| 富山県         | 富山テレビ         | フジテレビ系列                | 日曜 21:00 - 21:54 | 同時ネット |
| 石川県         | 石川テレビ         | フジテレビ系列                | 日曜 21:00 - 21:54 | 同時ネット |
| 福井県         | 福井テレビ         | フジテレビ系列                | 日曜 21:00 - 21:54 | 同時ネット |
| 中京広域圏     | 東海テレビ         | フジテレビ系列                | 日曜 21:00 - 21:54 | 同時ネット |
| 島根県・鳥取県 | 山陰中央テレビ     | フジテレビ系列                | 日曜 21:00 - 21:54 | 同時ネット |
| 岡山県・香川県 | 岡山放送           | フジテレビ系列                | 日曜 21:00 - 21:54 | 同時ネット |
| 広島県         | テレビ新広島       | フジテレビ系列                | 日曜 21:00 - 21:54 | 同時ネット |
| 愛媛県         | テレビ愛媛         | フジテレビ系列                | 日曜 21:00 - 21:54 | 同時ネット |
| 高知県         | 高知さんさんテレビ | フジテレビ系列                | 日曜 21:00 - 21:54 | 同時ネット |
| 福岡県         | テレビ西日本       | フジテレビ系列                | 日曜 21:00 - 21:54 | 同時ネット |
| 佐賀県         | サガテレビ         | フジテレビ系列                | 日曜 21:00 - 21:54 | 同時ネット |
| 長崎県         | テレビ長崎         | フジテレビ系列                | 日曜 21:00 - 21:54 | 同時ネット |
| 熊本県         | テレビくまもと     | フジテレビ系列                | 日曜 21:00 - 21:54 | 同時ネット |
| 鹿児島県       | 鹿児島テレビ       | フジテレビ系列                | 日曜 21:00 - 21:54 | 同時ネット |
| 沖縄県         | 沖縄テレビ         | フジテレビ系列                | 日曜 21:00 - 21:54 | 同時ネット |
| 大分県         | テレビ大分         | 日本テレビ系列 フジテレビ系列 | 火曜 14:05 - 15:00 | 2日遅れ    |

### 補足
そのほか、青森放送では初期（無印）の『あるある大事典』を不定期で放送しており、不定期放送のためノンスポンサーであった。
テレビユー山形はさくらんぼテレビ開局まで、初回から1997年3月30日まで日曜10:00 - 10:54まで遅れネットで放送していた。
日本テレビ系列とテレビ朝日系列とのトリプルネット局であるテレビ宮崎は、『知ってるつもり?!』→『行列のできる法律相談所』（日本テレビ系列）の同時ネットを行っていたため、最後まで非ネットであった。